# Petro Rychlo

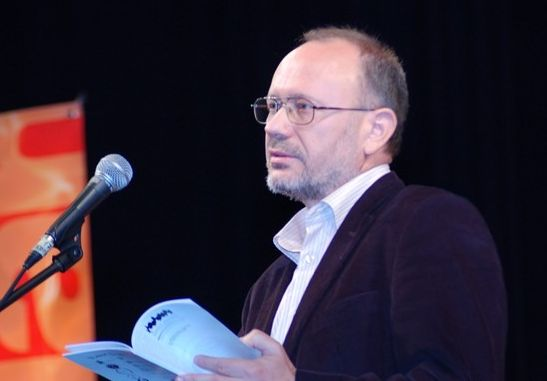
Petro Rychlo (2006)

Petro Wassylowytsch Rychlo (ukrainisch Рихло Петро Васильович; * 10. Juli 1950 in Schyschkiwzi, Oblast Tscherniwzi, Ukrainische SSR) ist ein ukrainischer Germanist, Literaturwissenschaftler, Übersetzer, Essayist und Hochschullehrer an der Nationalen Jurij-Fedkowytsch-Universität Czernowitz.

## Leben
Nach der Beendigung der Mittelschule in seinem Heimatort in der Bukowina begann er 1967 mit dem Germanistikstudium an der Staatlichen Universität Czernowitz, das er 1972 mit dem Diplom beendete. Er arbeitete als Assistent für deutsche Sprache am Lehrstuhl für Fremdsprachen der Medizinischen Hochschule Czernowitz (1972–1973) und als Deutschlehrer an der allgemeinbildenden Mittelschule Swarytschiw, Rajon Roschnjatiw in der Oblast Iwano-Frankiwsk (1973–1976).
Seit 1976 arbeitet er am Lehrstuhl für fremdsprachige Literatur der Nationalen Universität Czernowitz – zuerst als Assistent, später als Dozent und seit 2008 als Professor. 1988 promovierte er über die Rezeption der nationalen literarischen Tradition in der Lyrik von Stephan Hermlin. 2007 habilitierte er sich über Paul Celans dichterisches Werk als Intertext.
Seit 1999 ist er Mitglied der Assoziation ukrainischer Schriftsteller. Von 2000 bis 2002 war er Gastprofessor für Ukrainistik am Institut für Slawistik der Universität Wien.
Rychlo gehörte im Dezember 2016 zu den Unterzeichnern des Aufrufs des Internationalen Literaturfestivals Berlin „Schluss mit dem Massenmord in Aleppo!“, der sich gegen den „Bombenkrieg des russischen Präsidenten Putin in der syrischen Stadt Aleppo“ wendet.
Rychlo verfasste etwa 200 Fachartikel und -aufsätze in literarischen Zeitschriften, wissenschaftlichen Sammelbänden und anderen Printmedien. Darunter sind Veröffentlichungen zum Tristan-Stoff und über deutsche und österreichische Autoren des 20. Jahrhunderts, deutsch-ukrainische Literaturbeziehungen und die deutschsprachige Literatur der Bukowina.

## Übersetzungen
Zu verdanken sind ihm zahlreiche Übersetzungen deutscher, österreichischer und schweizerischer Autoren in ukrainischen Zeitschriften, Anthologien und Almanachen: Friedrich Schiller, Heinrich Heine, Georg Heym, Carl Einstein, Johannes R. Becher, Bertolt Brecht, Georg Maurer, Stephan Hermlin, Franz Fühmann, Günter Kunert, Volker Braun, Sarah Kirsch, Uwe Kolbe, Mario Wirz, Durs Grünbein, Gerhard Falkner, Brigitte Oleschinski, Leopold von Sacher-Masoch, Alexander Roda Roda, Ingeborg Bachmann, Julian Schutting, Peter Waterhouse, Ingeborg Kaiser, Andreas Saurer u. a.
In Buchform sind Übersetzungen der Werke von Karl Emil Franzos, Jura Soyfer, Manès Sperber, Karl Lubomirski, Georg Drozdowski, Gregor von Rezzori, Rose Ausländer, Selma Meerbaum-Eisinger, Paul Celan, Josef Burg, Aharon Appelfeld, Reiner Kunze und anderen erschienen.

## Werke
Monographien
- Transitive Stoffe der Weltliteratur (ukr.). Černivci 2004
- Poetik des Dialogs. Paul Celans Dichtung als Intertext (ukr.). Černivci 2005
- Schibboleth. Jüdische Identitätssuche in der deutschsprachigen Dichtung der Bukowina (ukr.). Černivci 2008
- Stationen poetischer Entwicklung. Paul Celans Gedichtbände in chronologisch-historischer Folge. V&R unipress, Göttingen 2022, ISBN 978-3-8471-1443-7.
- mit Helga von Loewenich: Bukowinisch-Galizische Literaturstraße. Dokumentation zu einem deutsch-ukrainischen Kulturprojekt. Mit einem Vorwort von Bundespräsident Frank-Walter Steinmeier. Verlag Knyhy XXI, Czernowitz 2022. Printed in Ukraine.[4]
- „Zerrissne Saiten einer überlauten Harfe ...“. Deutschjüdische Dichter der Bukowina. Ukrainian Voices, Vol 58. Ibidem Verlag, Stuttgart 2024, ISBN 978-3-8382-1893-9.

Anthologien und Sammelbände
- Die verlorene Harfe: Eine Anthologie deutschsprachiger Lyrik aus der Bukowina. Černivci 2002, 2., erweiterte Auflage 2008
- Europa erlesen: Czernowitz. Klagenfurt 2004

mit Oleg Liubkivskyj: Literaturstadt Czernowitz. Černivci 2007, 2. Auflage 2010
- Mit den Augen von Zeitgenossen. Erinnerungen an Paul Celan. Ausgewählt, herausgegeben und kommentiert von Petro Rychlo. Suhrkamp, Berlin 2020, ISBN 978-3-518-42964-8.
- Formen des Magischen Realismus und der Jüdischen Renaissance.  Herausgegeben von Bettina Bannasch und Petro Rychlo. Internationale Schriften des Jakob-Fugger-Zentrums, Band 3. V&R unipress, Göttingen 2021, ISBN 978-3-8471-1214-3.

Lexika
Lexikon der allgemeinen und vergleichenden Literaturwissenschaft (ukr.). Černivci 2001
Essays
- Transatlantischer Odysseus des 20. Jahrhunderts, in: "Zwischenwelt. Literatur, Widerstand, Exil." Hg. Theodor Kramer Gesellschaft, 33, H. 1–2, Wien 2016, ISSN 1606-4321 S. 5–8 (ausführliche Biografie des Alfred Gong)
- Georg Drozdowski – Dichter der Bukowina und Kärntens. In: Karpf P./Platzer W./Platzer W./Polzer-Srienz M./Puschnig U. (Hrsg.): "Dialog und Kultur. Beiträge zum Europäischen Volksgruppenkongress 2018 und Sonderthemen, Kärnten Dokumentation Band 35," Verlag Land Kärnten, Klagenfurt 2019, S. 166–175

## Auszeichnungen
- Bukowina-Orden für das Buch „Literaturstadt Czernowitz“ (2007)[5]
- Ehrenzeichen des Landes Kärnten (2009)
- Dmytro-Sahul-Literaturpreis für Übersetzungen deutschsprachiger Autoren der Bukowina (2010)
- Verdienstkreuz am Bande des Verdienstordens der Bundesrepublik Deutschland (2012)
- Österreichisches Ehrenkreuz für Wissenschaft und Kunst der ersten Klasse (2014)
- Hauptpreis des Georg-Dehio-Kulturpreises des Deutschen Kulturforums östliches Europa 2015[6]
- Reiner-Kunze-Preis (2017)
- Friedrich-Gundolf-Preis (2024)